# Chromatoiulus karschi
Chromatoiulus karschi är en mångfotingart som först beskrevs av Karl Wilhelm Verhoeff 1901.  Chromatoiulus karschi ingår i släktet Chromatoiulus och familjen kejsardubbelfotingar. Inga underarter finns listade i Catalogue of Life.